# 6235 Burney
6235 Burney este un asteroid din centura principală, descoperit pe 14 noiembrie 1987, de Seiji Ueda și Hiroshi Kaneda.